# Росова ледена плоча
Росова ледена плоча је највећа ледена плоча Антарктика (заузима површину од приближно 487 000 km² и широка је 800 km, скоро као величина Француске. Дебела је неколико стотина метара. Скоро вертикална ледена ивица иде у отворено море више од 600 km, и између 15 и 50 m изнад нивоа мора, док је 90% испод нивоа мора.
Највећи део Росове ледене плоче се налази унутар територије Росовог протектората на коју право полаже Нови Зеланд. Ледена плоча је добила име по капетану Џејмсу Кларку Росу који ју је открио 28. јануара 1841. Првобитно је названа Ледена баријера пошто је спречавала половидбу даље на југу.

## Одлике
Површина Росове ледене плоче је скоро једнака површини Француске и налази се у Росовом мору између Викторијине земље и Земље Марије Берд. Ледана маса је широка 800 km и дуга 970 km. На неким местима плоча је дебела скоро 750 m. Плоча клизи у море просечном брзином од 1,5 до 3 m у дану.
Ту су и други глечери који се полако уливају у њега. У исто време, замрзавање морске воде испод ледене масе повећава дебљину леда од 40 cm до 50 cm. Понекад напрслине и пукотине могу проузроковати пуцање ледене плоче. Највећи познати такав такав блок леда је имао површину од око 31.000 km² што је мало веће од величине Белгије. Ледени брег B-15, највећи забележени ледени брег на свету се одвојио од Росове ледене плоче у марту 2000.

## Откриће
До Росове ледене плоче први су стигли бродови ХМС Еребус и ХМС Терор британске антарктичке експедиције под заповедништвом Џејмса Кларка Роса 11. јануара 1841. Циљ експедиције је било проналажење Јужног магнетног пола. Рос је следеће две године провео у потрази за морским путем до Јужног пола. Два вулкана у овој области, Монт Еребус и Монт Терор су добили имена по бродовима на којима су пловили чланови ове мисије.
Први истраживачи Антарктика су користили Росову ледену плочу као почетну тачку ка Јужном полу. У првом истраживању ове области, Роберт Скот је направио озбиљну студију ледене плоче и мора које га окружује. И Роалд Амундсен и Скот су прешли плочу да би стигли до Јужног пола 1911. Скотова група је поумирала на повратку са Јужног пола 1912.

## Истраживање
Научници су дуго били заинтригирани Росовом леденом плочом и њеном структуром. Један велики покушај је био низ студија извршен између 1957. и 1958, а студије су се наставили током 1960. и 1961.
Значајан научни подухват назван „Пројекат Росова ледена плоча“ (енгл. Ross Ice Shelf Project) је покренут са планом да се буши плоша да би се прикупили узорци биомасе и истражила сама плоча и њен утицај на море испод ње. Планирано је да пројекат почне 1974, али су бушења одложена до 1976. Коначно, године 1977. научници су успели да пробуше лед и направе рупу кроз коју ће моћи да ваде узорке. Тим је такође успео да мапира дно мора, проучи таласе и проучи рибе и друге облике живота. Такође су истражили океанографске и геолошке услове, као и температуру леда. Проценили су да је температура базе плоче око -2,16 °, а извели су и прорачуне о колебању температуре.
Током 1980их подигнут је низ метеоролошких станица да мере температуру на плочи, као и на унутрашњости континента.